# ケルダー王子
ケルダー王子（Prince Kheldar）あるいはシルク（Silk）は、デイヴィッド・エディングスのファンタジー小説『ベルガリアード物語』および『マロリオン物語』に登場する架空の人物。

## 人物概略
アローン諸国のひとつであるドラスニアの王子。《ダリネの書》、《ムリンの書》に代表される『光の予言』においては【案内人】と呼ばれ、ベルガリアードとマロリオンの両方で探索の旅の仲間となる。特徴としては、
- 王位継承権のある王子でありながら、ドラスニアの国家産業ともいわれるスパイ活動において最高の能力をもつという評判である。ドラスニアのスパイ養成施設『学園（アカデミー）』では彼の偉業が研究に捧げられるほど。
- 小男でイタチに似た顔を持っており、主な武器は短剣。素手での格闘および投げナイフの達人でもある。
- スパイ活動の一環としてボクトールのラデク（Radek of Boktor）、コトゥのアンバー（Ambar of Kotu）という別人格の商人として各地で知られており、またあらゆる抜け道に詳しい。
- 軽業師だけあって、しなやかでたくましくて回復力の早いタフな身体を持っている。
- 朝から鶏の丸焼きや香料入りのワインをたしなむ強靭な胃袋を持っている。一般的な朝食とされるポリッジは単なる粥であり、朝食としては『邪道な存在』でしかない。

であり、ベルガリアードとマロリオンの両方の物語で最重要キャラクターのひとりに位置づけられている。妻はリセル（Liselle、あだ名はヴェルヴェット（Velvet））。異母弟はクトル・マーゴス国王ウルギット（Urgit）。伯父はドラスニア国王ローダー（Rhodar）、伯母はドラスニア王妃ポレン（Porenn）、従兄弟はドラスニア皇太子ケヴァ（Kheva）。

## 人間性
彼を一言で表現するなら『悪党』。狡猾で頭の回転が速く、相手をからかったり出し抜いたりするのが得意。皮肉屋でもあり、相手が聞いたら厄介で薄情だと思われる物言いをする。だが、その裏には、アローンの大義とドラスニアへの忠誠、友人への深い愛情がこめられている（敵に関してはまったく別だが）。とくに知り合いのナドラク人商人ヤーブレック（Yarblek）との応酬は激しいものがある（例：ナドラクの豚野郎）。
『チャンスがあればただで手に入るものは盗むべきである』、『商売はゲームである』――これが彼の哲学である。イカサマ商売は当たり前、サイコロのすり替えに他人の女房と駆け落ち……スパイ活動の傍らで彼がやってのけた犯罪は半端なものではない。だが、仲間たちがそれでも彼を憎めないのは、ひとえに彼の豊かなユーモア精神と独立独歩のたゆまぬ精神があったからではないかと思われる。
しかし、こんな『悪党』な彼にも《弱点》がある。
ひとつは、ローダー王の若く美しい妻ポレン。彼女に対しての思慕の情を持っているものの、他人の――ましてや、伯父の――妻であるため、彼女への愛を諦めざるをえなかった。ゆえに彼女といるときは常に自嘲に満ちた笑みを浮かべている。
もうひとつは、彼の母親である。『ベルガリアード物語』でポレンがケヴァを産んだとき、彼は自分が王位に就くことがないことを喜んでいた。というのも、自分が王位に就けば皇太后として母は君臨しなければならなくなるのだが、疫病を患った結果、視力とドラスニアでも群を抜く美貌を失ったため、彼女が傷つくのを心の底から恐れ、悲しんでいるのだ。それだけ母に深い愛情と憐憫を抱き、その相克に深く悩んでいる。ゆえに、二人の住むドラスニアの首都ボクトールを避ける傾向がある。

## 『ベルガリアード物語』での活躍
バラク（Barak）やヘター（Hettar）とともに、ガリオン（Garion）の《アルダーの珠》探索の旅の仲間に加わる。そんな中でも商売を忘れることはなく、ガリオンにも手伝いをさせていたほどである。ガリオンにドラスニアの『指言葉』を教えたのも彼である。
一方、世界中で様々なトラブルを巻き起こしていたのも事実である。コトゥでは女密偵兼娼婦のベスラ（Bethra）に暗殺されそうになったり、以前トルネドラのスパイから偽の訴訟を起こされて兵士と口論になった際、誤ってクトル・マーゴスの王タウル・ウルガス（Taur Urgas）の長男を殺してしまったことでタウル・ウルガスから恨みをかって、暗殺組織ダガシのコルドッチ（Kordoch、ファルドー農園にやってきたブリル（Brill）の正体）に捕まり、囚われの身となってしまったりする。このとき、壁抜けが得意なウルゴ人の仲間レルグ（Relg）に助けてもらうのだが、そのせいで閉所恐怖症が悪化してしまう。以降、レルグが得意技を使うときは背を向けるようになってしまった。
クトル・マーゴスのラク・クトルにあるクトゥーチク（Ctuchik）の居所でコルドッチを倒し、クトゥーチクとの死闘でベルガラスが昏倒し、ポルガラが彼の看病に当たらなければならなくなったとき、ガリオンに自分たちに指示するよう命じた。
リヴァの王位に就いたガリオンことベルガリオン（Belgarion）がトラク（Torak）を倒すため旅に出ようとした際、最強の魔術師ベルガラスとともに、トラクの眠るクトル・ミシュラクへ行くメンバーに選ばれる。この場面で彼がいかに重要なキャラクターの一人であることが痛切にわかる。
ガリオン、ベルガラスとともにクトル・ミシュラクを目指している最中、様々な出来事に遭遇する。ヤーブレックからガール・オグ・ナドラクの国王ドロスタ・レク・タン（Drosta lek Thun）に引き合わされ、ドラスニアとの同盟のメッセージを伝えてもらうよう依頼されたり（この仕事はヤーブレックが引き受けることになった）、悪魔崇拝の強いモリンド人の土地に入った際は、夢見師としてたくましい想像力を発揮させて『悪魔アグリンジャ（Agrinja）』の特徴を語り、それをモリンド人たちに見せなければならないベルガラスを困らせた。
トラクとの戦いが終わってからは、スパイとしてアンガラク諸国を回り、その情勢をガリオンに伝えた。そのとき仲間のヘターがガリオンの母方の従姉妹アダーラ（Adara）と結婚することも伝えている。また、ナドラク人の商人ヤーブレックとパートナーとなり、世界的な商業組織を作り上げる計画も打ち明ける。

## 『マロリオン物語』での活躍
この頃には、ヤーブレックと組んで作り上げた世界的な商業組織は大成功をおさめており、ヤーブレックともども世界トップクラスの大富豪になっている。また、商売上、西方大陸だけでなく東方大陸の地理にも詳しくなっている。
最初に彼が登場するのは、冬の《アルダー谷》である。ボクトールに立ち寄る『へま』をしでかした際、ドラスニア王妃ポレンからローダー王の容態が芳しくないことを伝えられ、女魔術師ポルガラ（Polgara）を連れて来るよう頼まれたのだ。また、ケンドン辺境伯ことジャヴェリン（Javelin）から東部ドラスニアの熊神教について情報を聞かされたのがきっかけで、商業組織のトップから元のスパイに戻ることになる。また、リヴァ王妃セ・ネドラ（Ce'Nedra）の暗殺未遂事件の犯人を突き止めようとしたり、《リヴァの番人》ブランド（Brand）暗殺事件の犯人究明のためにアローン人国家の王が招集された『アローン会議』の後で、歴代のアローン国家の王たちを困らせている熊神教の統率者ウルフガー（Ulfgar）の存在を打ち明けたり、と、のっけから活躍している。
そして、熊神教徒の掃討作戦中にガリオンの息子ゲラン（Geran）が誘拐され、熊神教の総本山と化していたドラスニアのレオンでケルの女予言者シラディス（Cyradis）が、ゲランを誘拐したのはザンドラマス（Zandramas）であることをガリオンに告げた際、ガリオンに探索の旅に出るよう促した。
道中に立ち寄ったトルネドラで、以前己を暗殺しかけた高級娼婦ベスラが暗殺されたことを知り、所属するドラスニア情報局の掟に則り、『復讐』という形で、暗殺を企てたトルネドラの銘家の一族のほとんどを暗殺する。本来は情報局のトップ（＝ケンドン辺境伯ことジャヴェリン）の指示のもと行われなければならなかった行為だが、独断でやってのけた。これは彼女への、彼なりの愛ゆえの行動だった。
クトル・マーゴスに立ち寄った際、仲間とともに新王ウルギットに逢う。そのとき、彼は衝撃的な事実を知る。ウルギットは、シルクの父親がクトル・マーゴスを訪問した際、前王タウル・ウルガスの2番目の妻レディ・タマジン（Tamazin）との姦通によって出来た子であり、腹違いの弟だったのだ。真実を知った彼は、ベルガリオンとともに臆病な弟を一人前の王としての自覚を持たせる一方、兄として人生の楽しみ方を教えていく。
一行の斥候役として仲間とともに探索の旅を進めるが、商売にも手を抜かない。東方大陸の街のあちこちに立ち寄るたびに、自身のオフィスを訪れ、そこを管理している仲買人と情報を交換し、情報から今後起こりうる事態を想定し、指示を出すことを怠らない。
《光と闇の最終対決》を見届けた後、バラクの操る戦艦《海鳥号》でペリヴォー島へ向かう。そこで、彼はドラスニアとクトル・マーゴスの代表として『ダル・ペリヴォーの講和』の締結に貢献する。クトル・マーゴスのラク・ウルガに立ち寄り、ウルギットに講和の内容を見せた。それは異母弟に莫大な資産をもたらすものであった。
前作では事実上の『生涯独身貴族宣言』をしていた彼だが、やがて旅が終わると、辺境伯ジャヴェリンの姪でドラスニアの若き女スパイであるリセル（Liselle、またの名をヴェルヴェット（Velvet））と結婚し、長き独身生活に別れを告げる。